# Senyalització ferroviària del Ferrocarril Metropolità de Barcelona
La senyalització ferroviària del Ferrocarril Metropolità de Barcelona està adaptada al funcionament i mètode d’explotació de cada línia del metro de Barcelona. Es distingeixen les línies convencionals (L1, L2, L3, L4 i L5) de les línies automàtiques (L9, L10 i L11). Per altra banda, les línies L6, L7, L8 i L12 utilitzen el sistema de senyalització propi de Ferrocarrils de la Generalitat de Catalunya.
El control de les línies de FMB es fa des del Centre de Control de Metro (CCM), situat a les instal·lacions de les cotxeres de la Sagrera.

## Línies convencionals
Quatre de les línies convencionals (L1, L2, L3 i L5) funcionen amb ATP i ATO. La línia 4 funciona només amb ATP.

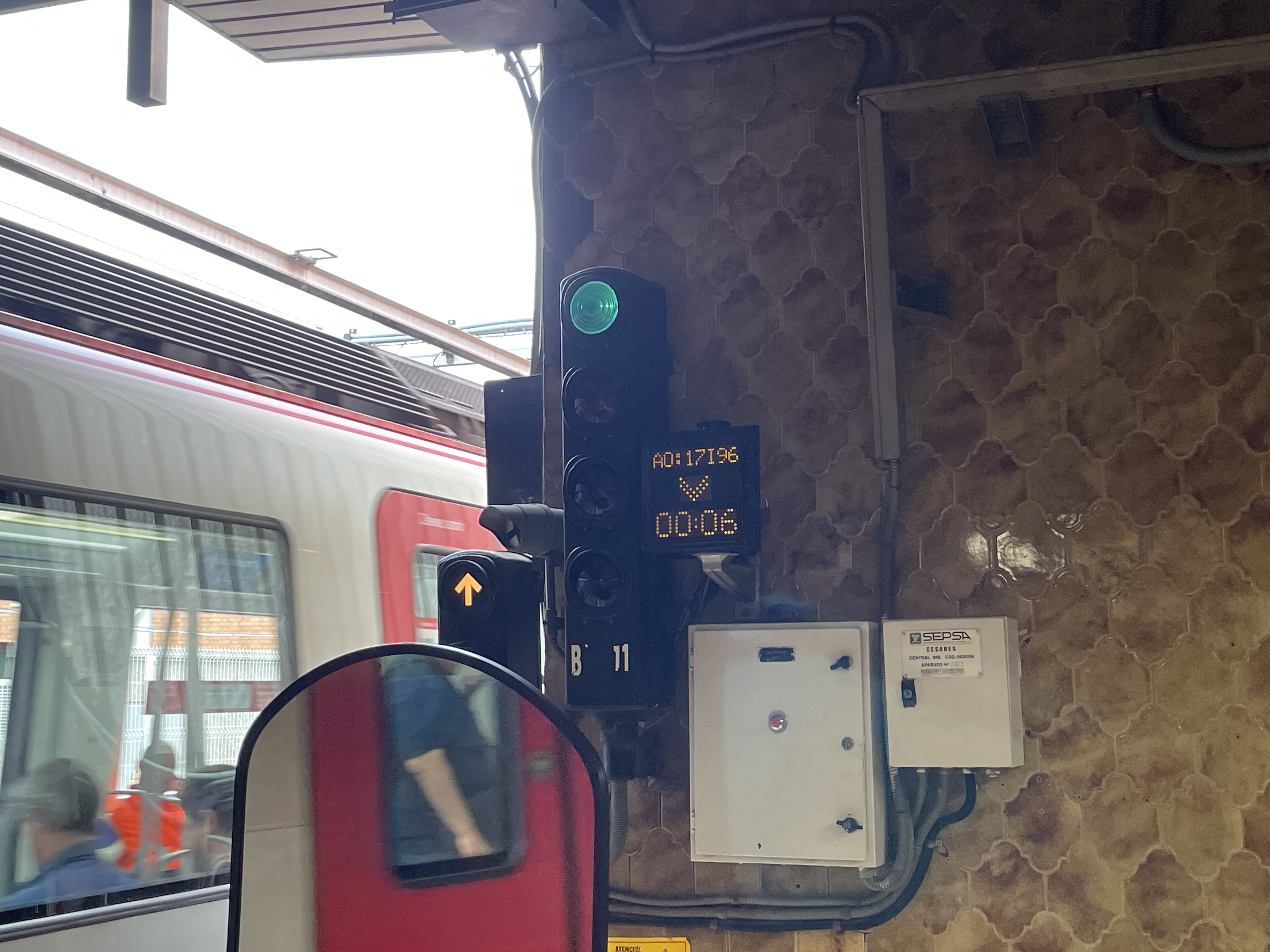
Senyal de blocatge, de regulació de marxa i de direcció d'itinerari a Can Boixeres.

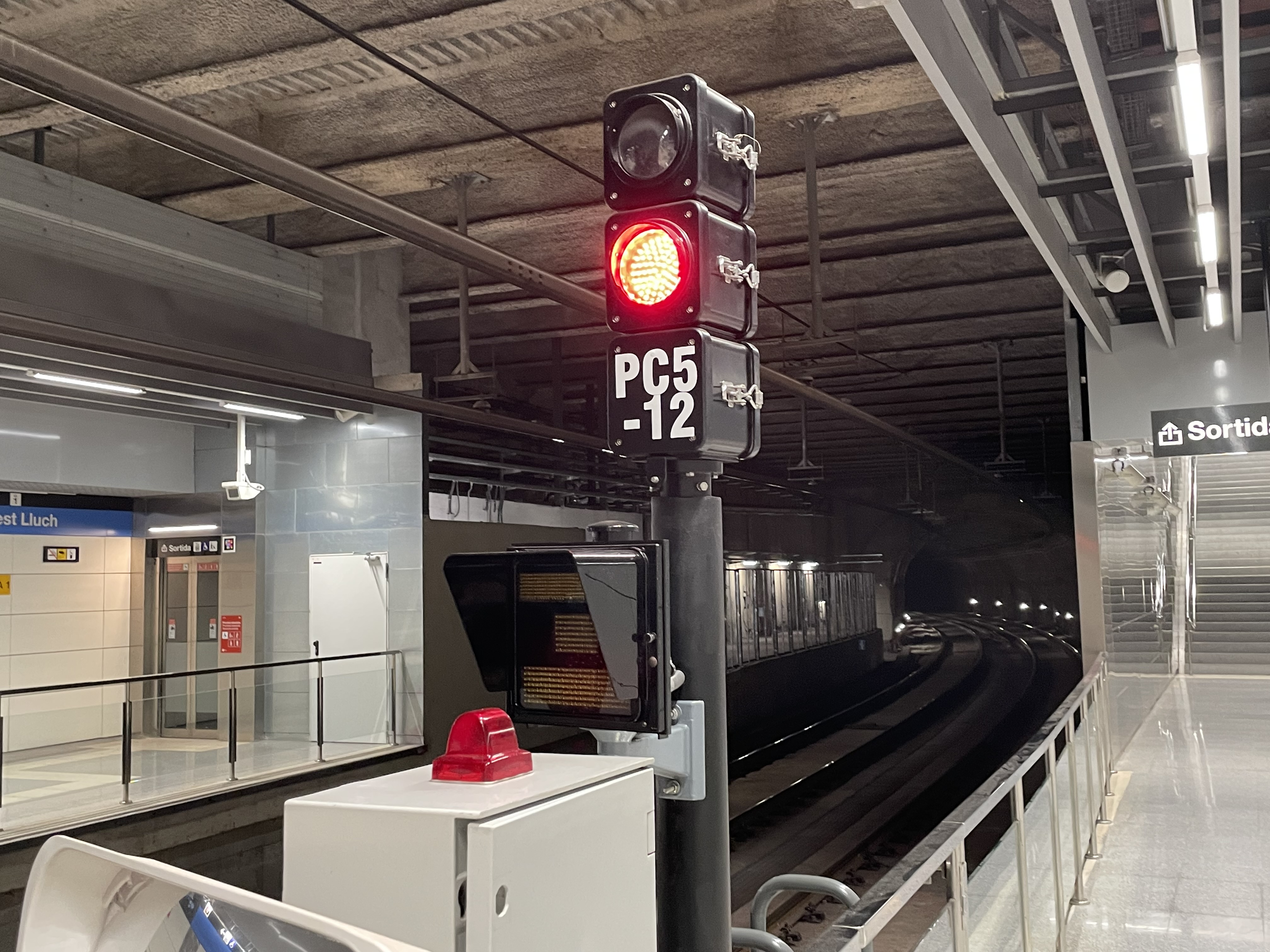
Senyal de blocatge i de regulació (desactivat) a Ernest Lluch.

### Senyalització lluminosa

#### Blocatge
Les vies estan dividides en cantons fixos. Cada cantó està protegit per un senyal lluminós de blocatge automàtic, que permet que els trens hi entrin o no. Generalment, els trams entre cada estació estan formats per un sol cantó, a excepció d’aquells trams on hi ha desviaments, ja siguin diagonals (entre les dues vies d’una mateixa línia), a cotxeres, tallers o enllaços de servei a una altra línia.
Cada senyal està numerat amb un codi alfanumèric compost per una o dues lletres, dues xifres i una lletra:
- Les primeres lletres corresponen al codi de l'enclavament (generalment l'estació que estan situades). Per exemple: B per Can Boixeres, PC per Pubilla Cases, FL per Hospital de Bellvitge (antigament Feixa Llarga).
- Un mínim de dues xifres, que són un nombre parell si estan situades en via parell, o senar si estan situades en vies senars.
- La darrera lletra és opcional i indica si es tracta d’un senyal en via de maniobra (M), d’un senyal en contravia (C). Si no hi ha cap sufix significa que el senyal està situat en via general.

Els senyals lluminosos de blocatge tenen entre 2 i 4 discs, depenent de l’existència de desviaments i depenent de si s'hi poden fer maniobres. En condicions normals se situen al costat dret. En circulació a contravia, se situen al costat esquerre. L'aspecte dels senyals també es transmet al sistema ATP, i en el cas dels senyals de parada, amb el Tren-stop. Adjunt als senyals de blocatge també hi ha el senyal de Tren-stop, que s'encén quan el sistema està desactivat i permet el depassament dels senyals de parada.
| 2 discs | 3 discs | 4 discs | Aparença           | Significat                             |
| ------- | ------- | ------- | ------------------ | -------------------------------------- |
|         |         |         | Un disc verd       | Via lliure                             |
|         |         |         | Un disc ambre      | Precaució                              |
|         |         |         | Un disc vermell    | Parada                                 |
| –       |         |         | Dos discs vermells | Parada indepassable sense autorització |

| Senyal | Aparença                         | Significat                   |
| ------ | -------------------------------- | ---------------------------- |
|        | Un disc blanc amb una creu negra | Sistema tren-stop desactivat |

#### Direcció i destinació
Els senyals de direcció i destinació se situen davant de desviaments. Indiquen l'itinerari que seguirà el tren. Solen estar presents al costat dels senyals de blocatge.
| Senyal | Aparença                                             | Significat                                                                                                   |
| ------ | ---------------------------------------------------- | --- |
|        | Una fletxa blanca                                    | Indica la via que seguirà (esquerra, recte o dreta)                                                          |
|        | Un panell de LEDs amb la indicació "VIA" i un nombre | Indica la via cap a la qual està programat l'itinerari. Sol estar situada a l'entrada de cotxeres i tallers. |

#### Regulació de la marxa

Indicadors que formen el panell RDT. En aquest cas: avançament de 2 minuts i 44 segons, regularitat de 79, consigna de marxa lenta i retenció a l'estació d'1 minut i 33 segons

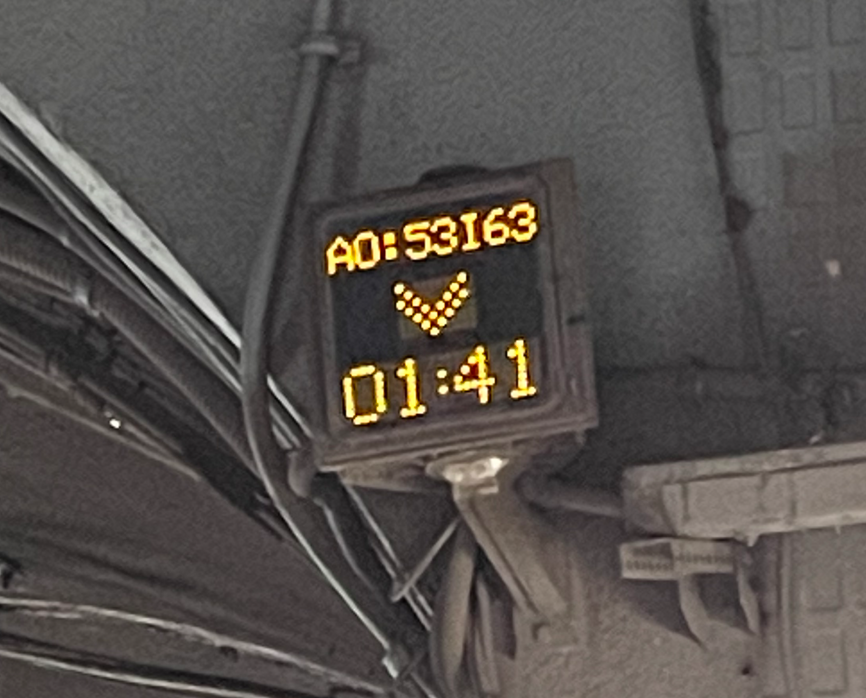
Panell RDT indicant un avançament de 53 segons respecte el carrusel, una regularitat de línia de 63, marxa lenta i una retenció a l'estació d'1 minut i 43 segons.

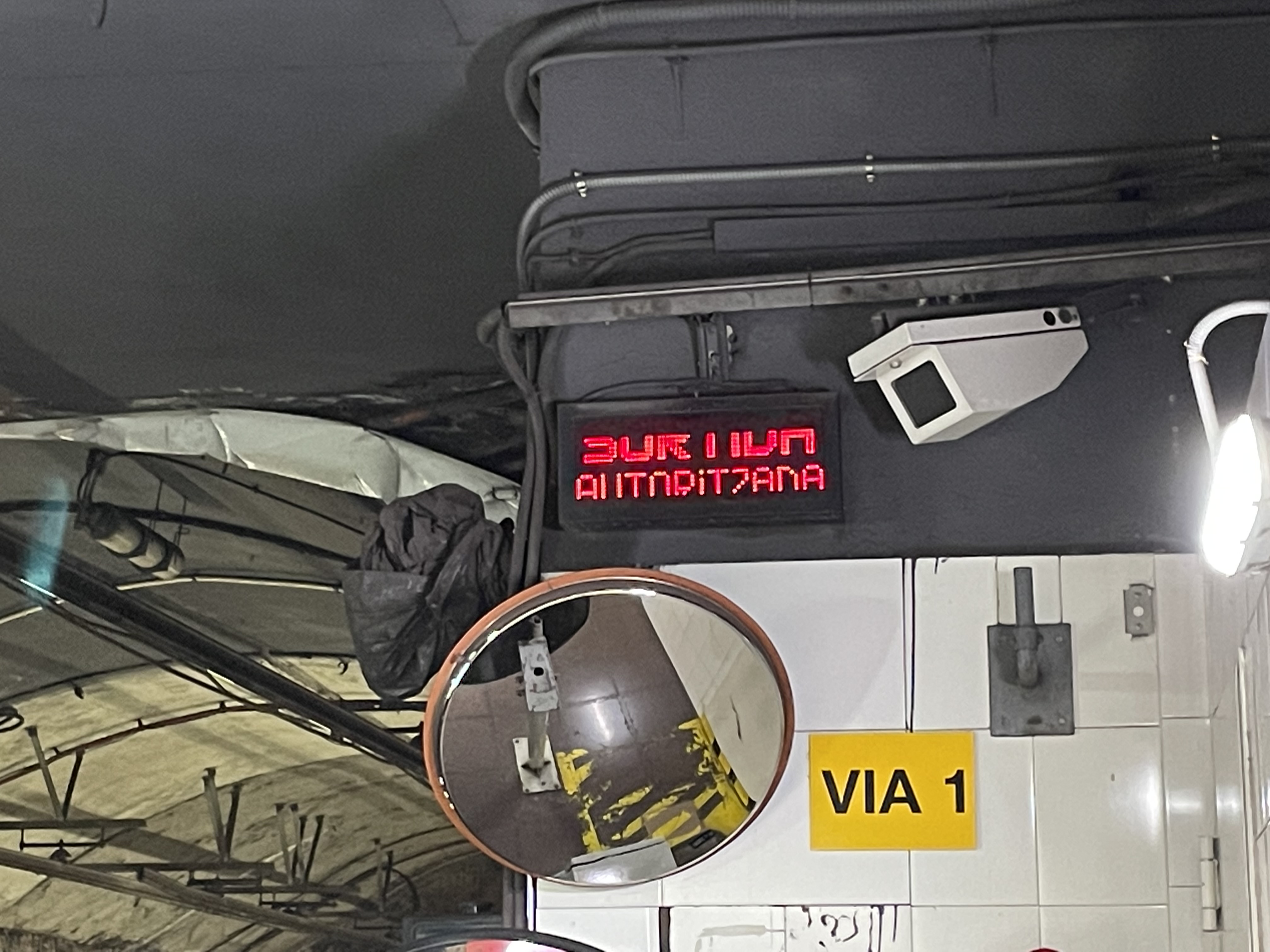
Panell de sortida autoritzada a l'estació d'Hospital de Bellvitge

Els panells de regulació dels trens (RDT) estan situats a l'extrem d'andana de cada estació, en paral·lel amb els senyals de blocatge. La funció d'aquest sistema de senyalització és regular les marxes dels trens per aconseguir que els trens que circulen per una línia (anomenat carrusel) tinguin un interval de pas homogeni. Aquests panells estan formats per tres displays de LEDs, que indiquen diferents paràmetres al motorista.
El primer display del panell indica dos valors:
- Retard o avançament del tren respecte a l'horari previst. S'indica amb una A si va avançat i amb una R si va amb retard, seguit dels minuts i els segons.
- Regularitat de la línia. S'indica amb una I i un nombre de dues xifres entre 00 i 99. Un nombre alt indica una qualitat del servei bona.

El segon display indica la marxa que han de seguir els trens. És un indicador qualitatiu que es representa amb fletxes cap amunt o cap avall i amb fletxes.
El tercer display indica en minuts i segons el temps que el tren estarà retingut per regulació en una estació. És un compte enrere, que als últims deu segons s'il·lumina intermitentment. Un cop el compte enrere arriba a zero, el tren pot reprendre la marxa.
Un panell RDT pot representar les següents situacions:
| Senyal | Aparença                              | Significat                                                                        |
| ------ | ------------------------------------- | --------------------------------------------------------------------------------- |
|        | Dues fletxes cap avall                | Marxa lenta                                                                       |
|        | Una fletxa cap avall                  | Marxa moderada                                                                    |
|        | Una fletxa cap amunt                  | Marxa normal                                                                      |
|        | Dues fletxes cap amunt                | Marxa normal. El retard del tren actua sobre el sistema de regulació de la línia. |
|        | Una S entre parèntesis i el text STOP | Circulació interrompuda a tota la línia a causa d'una incidència.                 |
|        | Una H                                 | Retenció per horari a les capçaleres de la línia                                  |
|        | El text "INHIBIDA", sense cap símbol  | Indica que el sistema de regulació no està actiu                                  |

A més dels panells RDT, a les estacions terminals de línia també hi ha uns panells de LED amb el text "SORTIDA AUTORITZADA", que s'encenen juntament amb un to acústic quan s'autoritza la sortida d'un tren des de l'estació terminal.
| Senyal | Aparença                                            | Significat                                                                       |
| ------ | --------------------------------------------------- | -------------------------------------------------------------------------------- |
|        | Un panell de LEDs amb el text "SORTIDA AUTORITZADA" | Se situen a les capçaleres de línia i indiquen que un tren pot iniciar la marxa. |

#### Altres senyals lluminosos

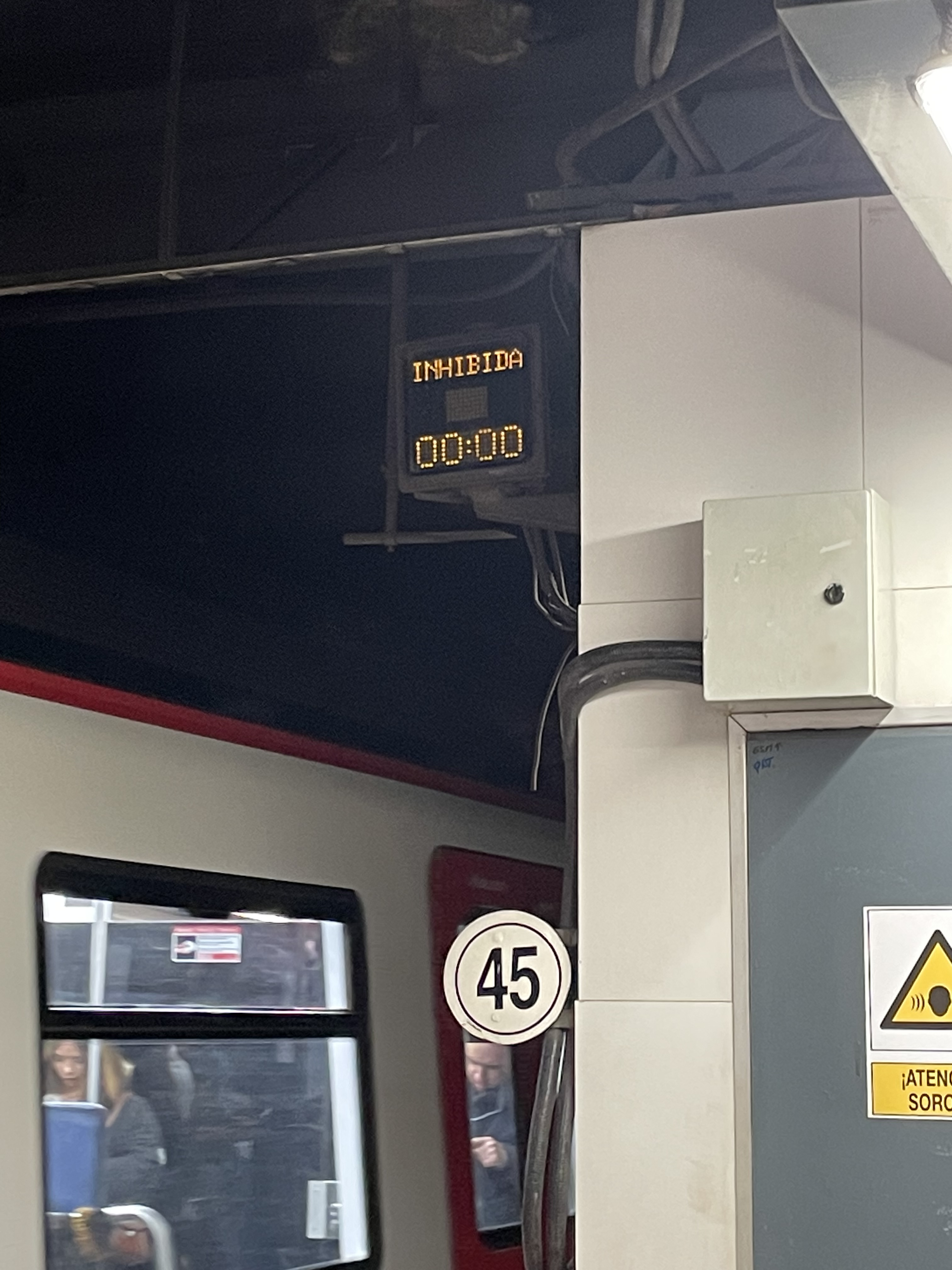
Senyal RDT amb el sistema de regulació desactivat (superior) i senyal de límit de velocitat a 45 km/h (inferior) a Universitat.

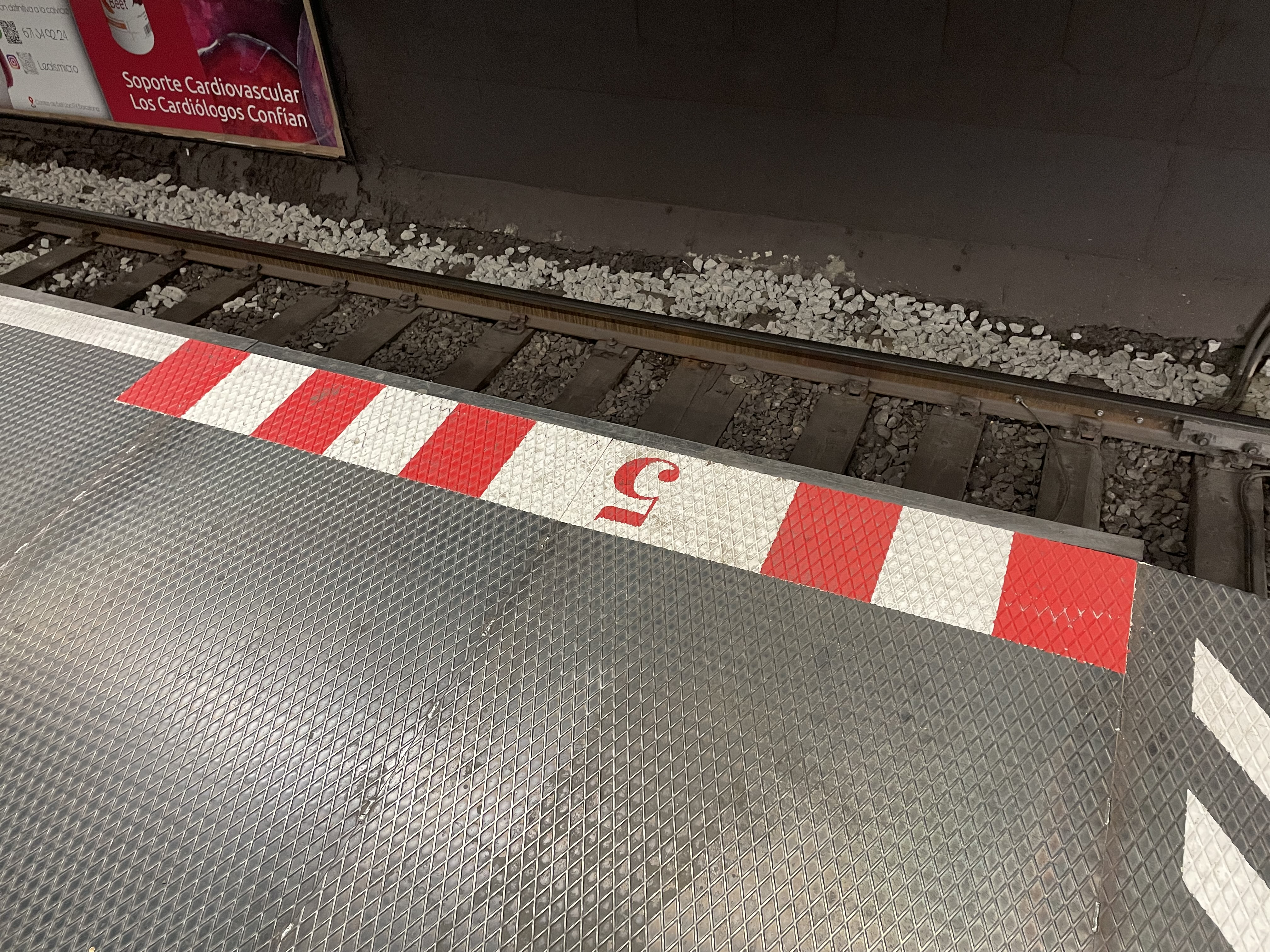
Senyal de punt de parada d'un tren de 5 cotxes

| Senyal | Aparença            | Significat                                                                                     |
| ------ | ------------------- | ---------------------------------------------------------------------------------------------- |
|        | Tres discs vermells | Límit de circulació. El senyal no es pot depassar. Se solen situar en topalls i finals de via. |

### Senyalització mecànica
Els senyals mecànics indiquen ordres, limitacions o punts de manera fixa.
| Senyal | Aparença | Significat                                                                |
| ------ | --- | ------------------------------------------------------------------------- |
|        | Un cercle amb el marge negre i un nombre negre                                                                    | Limitació de velocitat en km/h, a partir d'aquell punt                    |
|        | Un cercle amb el marge negre i una barra diagonal                                                                 | Fi de la limitació de velocitat a partir d'aquell punt                    |
|        | Una S negra sobre un fons blanc                                                                                   | Fer sonar el xiulet                                                       |
|        | Quatre cercles concèntrics de color vermell sobre un fons blanc. El senyal està doblegat pel mig.                 | Límit de maniobra. És el punt fins on pot circular un tren fent maniobra. |
|        | Cinc franges vermelles intercalades sobre un fons blanc, amb un 5 de color vermell, situades al marge de l'andana | Punt de parada dels trens a les estacions                                 |
|        | Una peça volumètrica pintada amb franges vermelles i blanques                                                     | Piquet d'entrevies. Indiquen els límits de gàlib als desviaments.         |
|        | El text "M+25" de color blanc sobre un fons negre                                                                 | Indica que s'ha de seleccionar el mode de conducció M+25                  |
|        | El text "M+ATP" de color blanc sobre un fons negre                                                                | Indica que s'ha de seleccionar el mode de conducció M+ATP                 |
|        | Dos angles blancs sobre un fons blau                                                                              | Seccionament de catenària                                                 |

## Línies automàtiques
Les línies automàtiques del metro de Barcelona (L9, L10 i L11) operen amb el sistema Automatic Train Control (ATC).
La línia 11 va començar a operar l'any 2003 amb conducció manual, si bé amb ATP i ATO. El 2009 va començar l'automatització d'aquesta línia, passant a operar amb ATC entre Can Cuiàs i Casa de l'Aigua, mentre que entre Casa de l'Aigua i Trinitat Nova es va fer amb ATO fins al 2021 perquè aquesta darrera no tenia portes d'andana. Per aquest motiu, la línia 11 encara conserva senyalització pròpia de les línies convencionals.
L'operació de les línies 9 i 10 sempre s'ha fet de manera automàtica, mitjançant el sistema ATC de cantons virtuals. Per aquest motiu no hi ha senyals de blocatge, de regulació de la marxa i molts dels senyals mecànics presents a les línies convencionals.

### Senyals lluminosos
| Senyal | Aparença                     | Significat |
| ------ | ---------------------------- | --- |
|        | Una barra blanca vertical    | Indica que les agulles i l'itinerari del tren està disposat per seguir en via general                                                           |
|        | Una barra blanca diagonal    | Indica que les agulles i l'itinerari del tren està disposat per seguir cap a una via desviada (la direcció indica si a la dreta o a l'esquerra) |
|        | Una barra blanca horitzontal | Indica que les agulles o l'itinerari no està disposat                                                                                           |

| Senyal | Aparença            | Significat                                                                                     |
| ------ | ------------------- | ---------------------------------------------------------------------------------------------- |
|        | Tres discs vermells | Límit de circulació. El senyal no es pot depassar. Se solen situar en topalls i finals de via. |

### Senyals mecànics
| Senyal | Aparença | Significat                                |
| ------ | --- | ----------------------------------------- |
|        | Tres franges vermelles intercalades sobre un fons blanc, amb un 5 de color vermell, situades al marge de l'andana | Punt de parada dels trens a les estacions |
|        | Dos angles blancs sobre un fons blau                                                                              | Seccionament de catenària                 |